# Wurm Online
Wurm Online ist ein Sandbox-MMORPG des schwedischen Entwicklerteams OneTooFree AB. Das Computerspiel ist in der Programmiersprache Java entwickelt. Es bietet sowohl eine kostenlose Spielmöglichkeit mit limitierten Fertigkeiten des Charakters als auch einen kostenpflichtigen Premium-Account. Innerhalb des Spieles ist es möglich, durch Graben die Landschaft persistent zu verändern und so, meist im Zusammenschluss vieler Spieler, große Bauvorhaben zu realisieren. Wurm Online hat eine mit der OpenGL API realisierte First-Person-Sicht. Seit 2020 wird außerdem nativ die Third-Person-Sicht unterstützt.
Das Kampfsystem von Wurm ist taktisch und strategisch ausgerichtet. Außerdem verfügt Wurm über detaillierte Handwerksfertigkeiten. Alle Gegenstände, Gebäude und Straßen werden von Spielern hergestellt und gebaut. Die Server repräsentieren jeweils einen 256 Quadratkilometer großen Kontinent, zwischen denen die Charaktere auch reisen können.
Der Ableger Wurm Unlimited ermöglicht das Erstellen von und Spielen auf spielereigenen Servern.

## Community
Wurm hat eine kleine Online-Community. Freiwillige übernehmen in allen Bereichen des Spielumfelds Aufgaben, vom Gamemaster bis hin zur Client- und Serverentwicklung.

## Gameplay
Wurm ist eine mittelalterlich anmutende Fantasy-Welt. Jeder Server ist ein persistenter Inselkontinent darauf; Schiffe und Teleportations-Portale ermöglichen das Reisen zwischen ihnen, so auch zwischen PvE- und PvP-Servern. Die Landschaften eines zu seiner Eröffnung unberührten Servers werden durch die Spieler selbst verändert, das Terrain umgeformt, mit Infrastruktur wie Siedlungen, Straßen, Brücken, und ähnlichem ausgebaut, und unterliegen so einem steten Wandel. Ebenso ist das Wirtschaftsleben in Spielerhand, fast alle Ressourcen und Gegenstände des detail- und umfangreichen Crafting-Systems werden von den Spielern selbst abgebaut, hergestellt und gehandelt. NPCs sind minimal, der Schwerpunkt liegt auf Interaktion mit anderen Spielern. Der Spielfigur steht es offen sich in über einhundert Eigenschaften und Fähigkeiten zu üben, ein Charakterklassensystem gibt es nicht. Einzig die Priester der vier Gottheiten nehmen Beschränkungen auf sich, erhalten dafür aber Zugriff auf magische Kräfte und Zaubersprüche. Spieler können allein als Nomade oder Einsiedler leben, oder sich zu Dörfern und Allianzen zusammenschließen, auf PvP-Servern sogar zu Königreichen, welche gegeneinander Krieg führen.
Das Gameplay zu Beginn erinnert an ein Survival-Spiel. Als Einsteiger gilt es zuerst, an Nahrung zu kommen, seine Werkzeuge zu verbessern und neue zu bauen und dann vielleicht ein eigenes Stück Land zu besiedeln. Alternativ kann man sich auch einer größeren Siedlung anschließen und erhält hier meist Nahrung und Unterkunft, teils im Gegenzug für Arbeitsleistungen.

## PvP
Die umfangreichen Möglichkeiten die Spielwelt zu gestalten bestimmen auch die Konflikte in Wurm. Die von den Spielern selbst errichteten befestigten Siedlungen sind mit hohen Mauern, Verteidigungswällen und Wachtürmen umgeben, welche vom gegnerischen Team erst überwunden werden müssen. So sind nicht nur allein die Fertigkeiten im Kampf entscheidend für den Ausgang eines Konfliktes, sondern auch handwerkliches Geschick, taktische und strategische Überlegungen und Teamwork.